# Palummeddi
I palummeddi o pastifuorti sono antichi dolci diffusi in Sicilia e chiamati anche colombe pasquali (differenti dalla colomba pasquale settentrionale). Sono inseriti nella lista dei prodotti agroalimentari tradizionali italiani (P.A.T.) del Ministero delle politiche agricole alimentari e forestali (tutti con la dizione al plurale) e riconosciuti come tipici della Sicilia.
Si tratta di piccoli prodotti di forneria o pasticceria a forma di colomba, galletti o semplicemente rombi su cui sono incisi disegni o punzonature. Sono dolci a "pastaforte" realizzati con zucchero, farina doppio zero e cannella. La zona di produzione sono i comuni dell'area dei Monti Iblei in provincia di Ragusa. In passato oltre che per le festività pasquali venivano scambiati come regali tra fidanzati.